# Un petit soldat
Un petit soldat (titre original : War) est une nouvelle américaine de Jack London publiée à Londres en 1911.

## Historique
La nouvelle est publiée initialement dans The Nation, en juillet 1911, avant d'être reprise dans le recueil The Night-Born en  octobre 1912.

## Résumé
En patrouille de reconnaissance, un jeune éclaireur à cheval, pour ne pas se dévoiler, s'abstient de tirer sur « un homme portant une barbe rousse vieille de plusieurs semaines.»

Le lendemain, après une fusillade dont il sort indemne, « il vit reconnaissable entre tous, l'homme à la barbe rousse qui s'agenouillait par terre, mettait son arme en joue et se préparait calmement à tirer...»

## Éditions

### Éditions en anglais
- War, dans The Nation, Londres, périodique, 29 juillet 1911.
- War, dans le recueil The Night-Born, un volume chez The Century Co, New York, octobre 1912.

### Traductions en français
- Un petit soldat, traduction de Louis Postif, in Informations ouvrières, périodique, juillet 1974.
- À la guerre, traduit par Clara Mallier, Gallimard, 2016[2].

## Sources
- « Bibliographie de Jack London », sur jack-london.fr (consulté le 2 juin 2024)
- Notice n°: FRBNF34658456 de la BnF